# 21 del Lleó Menor
21 del Lleó Menor (21 Leonis Minoris) és una estrella de la constel·lació del Lleó Menor. Amb una magnitud aparent d'uns 4,5, l'estrella és lleugerament visible a simple vista (vegeu l'escala de Bortle). Les estimacions de Paral·laxi realitzades per la nau espacial Hipparcos la situen a una distància força propera als 92,1 anys llum (28,2 parsecs) de la Terra. Es considera membre del supercúmul de Sírius. Forma part del corrent d'estrelles de l'Associació estel·lar de l'Ossa Major.
21 del Lleó Menor gira força ràpid per una estrella; la seva velocitat rotacional projectada s'estima en 155 km/s, per la qual cosa ha de girar almenys tan ràpid. S'ha catalogat com una estrella estàndard espectral de rotació ràpida per al tipus espectral A7V, a diferència de l'estrella estàndard de rotació lenta 2 Hydrae. També és una variable Delta Scuti, i la seva magnitud aparent varia de 4,47 a 4,52. 21 Leonis Minoris té un excés d'infrarojos que suggereix un disc de fragments al seu voltant el.